# Heteropsis peruviana
Heteropsis peruviana är en kallaväxtart som beskrevs av Kurt Krause. Heteropsis peruviana ingår i släktet Heteropsis och familjen kallaväxter. Inga underarter finns listade.